# خاکی پوش
خاکی‌پوش (بە کردی: خاکی پۆش)  به نوعی پوشش در میان (کردها)، به‌ویژه در کردستان ایران و کردستان عراق، گفته می‌شود که در آن  معمولاً از رنگ های کرمی، خاکی یا قهوه‌ای روشن استفاده میشود. این لباس به عنوان نماد مقاومت، هویت ملی و ایستادگی در برابر دشمنان در فرهنگ کردها شناخته می‌شود.

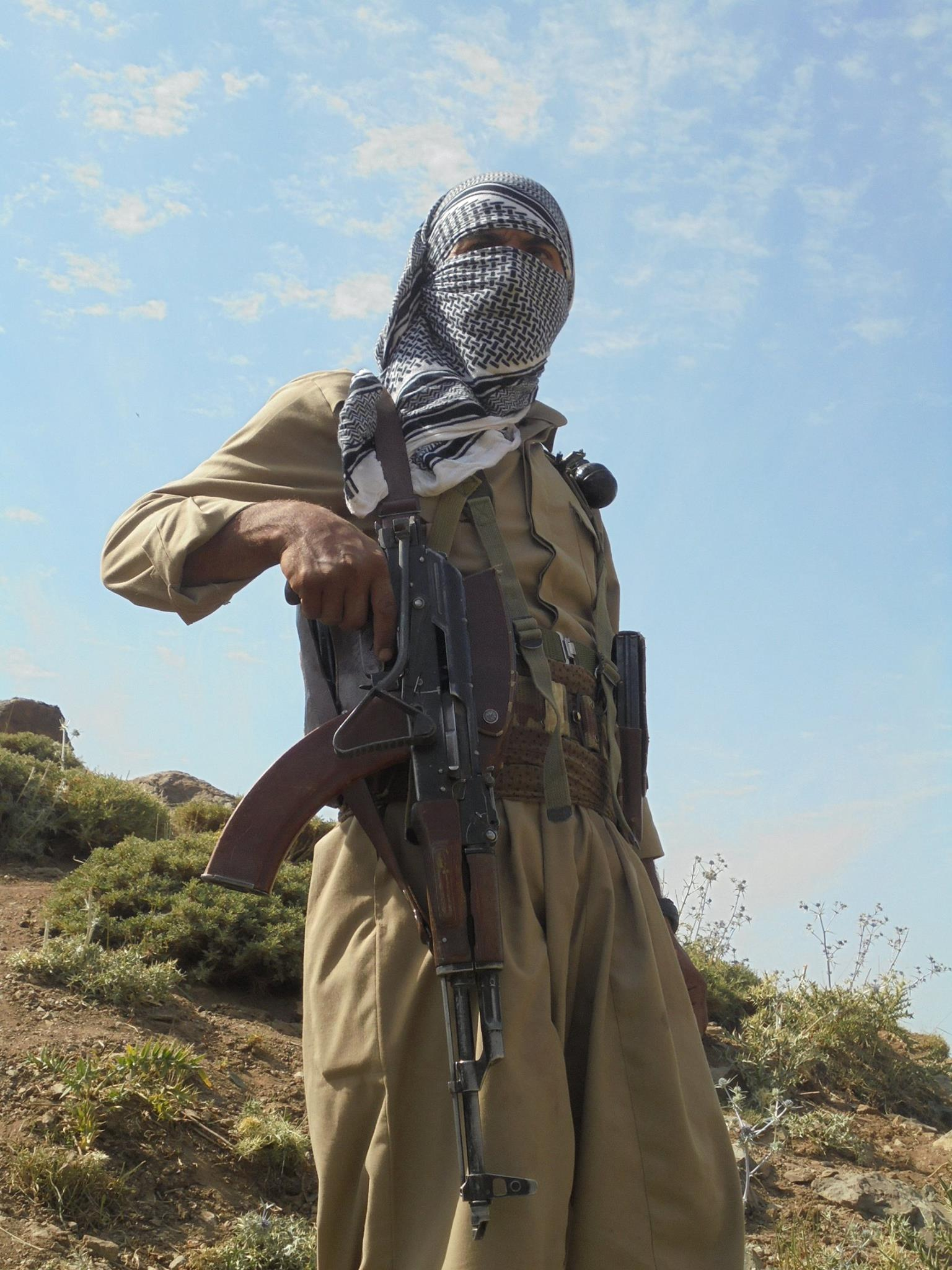
تصویر یک پیشمرگه کرد با لباس خاکی و جامانه

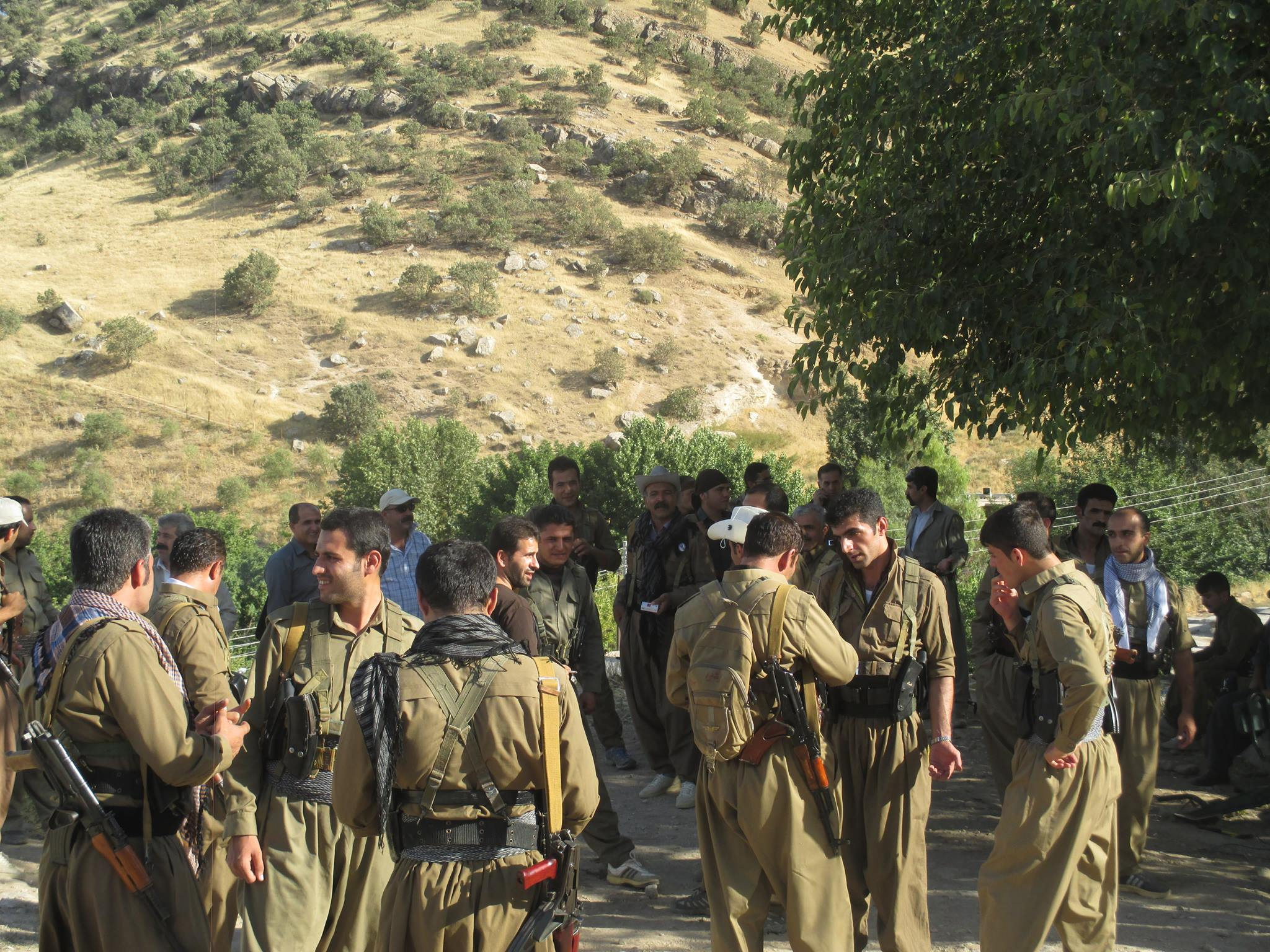
پیشمرگه های حزب دموکرات کردستان ایران با لباس خاکی

## ویژگی‌های ظاهری
معمولاً  با رنگ کرمی، خاکی یا قهوه‌ای روشن و اغلب از پارچه‌های مقاوم برای تحمل شرایط سخت کوهستانی درست میشوند،
طراحی شامل پیراهن بلند و شلوار کردی، معمولاً همراه با کمربند یا فانسقه و همراه جامانه یا گلونی.

## نمادشناسی
خاکی‌پوش لزوماً فقط یک لباس نیست  بلکه یک طرز فکر و نماد  ملی‌گرایی کردی است. این پوشش، یادآور مبارزات کردها برای استقلال و خودمختاری بوده و در بسیاری از جنبش‌های کردی، لباس استاندارد مبارزان محسوب می‌شود. بسیاری از رهبران و نیروهای پیشمرگه در طول تاریخ از این لباس استفاده کرده‌اند تا همبستگی خود را با مردم و آرمان‌های ملی نشان دهند.

## پیشینه
استفاده از لباس خاکی‌پوش به دوران جنگ‌های استقلال کردها بازمی‌گردد. در این دوره، مبارزان کرد برای مقابله با دشمنان و حفظ هویت ملی خود از لباس‌هایی با رنگ‌های نزدیک به طبیعت (مانند خاکی و کرمی) استفاده می‌کردند. این رنگ علاوه بر جنبه‌های استتاری در مناطق کوهستانی، به‌تدریج تبدیل به نماد مقاومت و ملی‌گرایی کردی شد.

امروزه لباس خاکی‌پوش همچنان در میان پیشمرگه ها، گریلا و برخی افراد عادی که به هویت کردی و مقاومت ملی اعتقاد دارند، استفاده می‌شود.